# 關颯人
關 颯人（せき はやと、1997年4月11日 - ）は、日本の陸上競技選手。専門は長距離走。茅野市立東部中学校、佐久長聖高校、東海大学体育学部卒業。SGホールディングス陸上競技部所属。

## 来歴・人物
中学時代から全国レベルで活躍した。佐久長聖高校3年時に第66回全国高校駅伝のエース区間1区で区間賞を獲得している。
東海大学進学後は1年時から学生個人選手権5000mで優勝、U20世界選手権10000mに日本代表として出場するなど活躍。第16回出雲駅伝では3区で区間賞を獲得し、鮮烈な大学駅伝デビューを果たした。第48回全日本大学駅伝は胃腸炎の影響により欠場したが、第93回箱根駅伝では復帰し2区を担当。しかし先の胃腸炎の影響による走りこみ不足もあり、区間13位に終わった。
2年次には、1500mで大学記録である3分42秒08を記録したほか、5000m、10000mでも自己ベストを更新。出雲駅伝では最終6区で区間賞を獲得し、10年ぶりの優勝に貢献した。第49回全日本大学駅伝では4区区間6位。第94回箱根駅伝では1区にエントリーされるが、脚の故障が完治せず出場出来なかった。
3年次は出雲駅伝4区区間2位・全日本大学駅伝2区区間4位と好走したが、その後は怪我が相次ぎ、4年次は大学駅伝に出場できなかった。大学卒業後はSGホールディングス陸上競技部に加入した。

## 成績

### 主な戦績
| 年   | 大会                           | 種目(区間)  | 順位       | 記録       | 備考                    |
| ---- | ------------------------------ | ----------- | ---------- | ---------- | ----------------------- |
| 2013 | 第18回全国都道府県対抗男子駅伝 | 2区(3.0km)  | 区間3位    | 8分33秒    |                         |
| 2014 | 第65回全国高等学校駅伝競走大会 | 1区(10.0km) | 区間3位    | 29分47秒   |                         |
| 2015 | 第66回全国高等学校駅伝競走大会 | 1区(10.0km) | 区間賞     | 29分08秒   |                         |
| 2016 | 第21回全国都道府県対抗男子駅伝 | 5区(8.5km)  | 区間賞     | 24分21秒   | ジュニアA優秀選手賞獲得 |
| 2016 | 日本学生陸上競技個人選手権大会 | 5000m       | 優勝       | 14分05秒28 |                         |
| 2016 | U20世界陸上競技選手権大会      | 10000m      | 9位        | 28分57秒76 |                         |
| 2017 | 第101回日本陸上競技選手権大会  | 1500m       | 予選1組6位 | 3分46秒49  |                         |
| 2018 | 第23回全国都道府県対抗男子駅伝 | 7区(13.0km) | 区間5位    | 38分11秒   |                         |

### 大学駅伝戦績
| 学年             | 出雲駅伝                    | 全日本大学駅伝              | 箱根駅伝                          |
| ---------------- | --------------------------- | --------------------------- | --------------------------------- |
| 1年生 (2016年度) | 第28回 3区-区間賞 24分50秒  | 第48回 ― - ― 出走なし       | 第93回 2区-区間13位 1時間09分33秒 |
| 2年生 (2017年度) | 第29回 6区-区間賞 29分58秒  | 第49回 4区-区間6位 40分42秒 | 第94回 ― - ― 出走なし             |
| 3年生 (2018年度) | 第30回 4区-区間2位 18分06秒 | 第50回 2区-区間4位 32分15秒 | 第95回 ― - ― 出走なし             |
| 4年生 (2019年度) | 第31回 ― - ― 出走なし       | 第51回 ― - ― 出走なし       | 第96回 ― - ― 出走なし             |